# Matthew Rabin

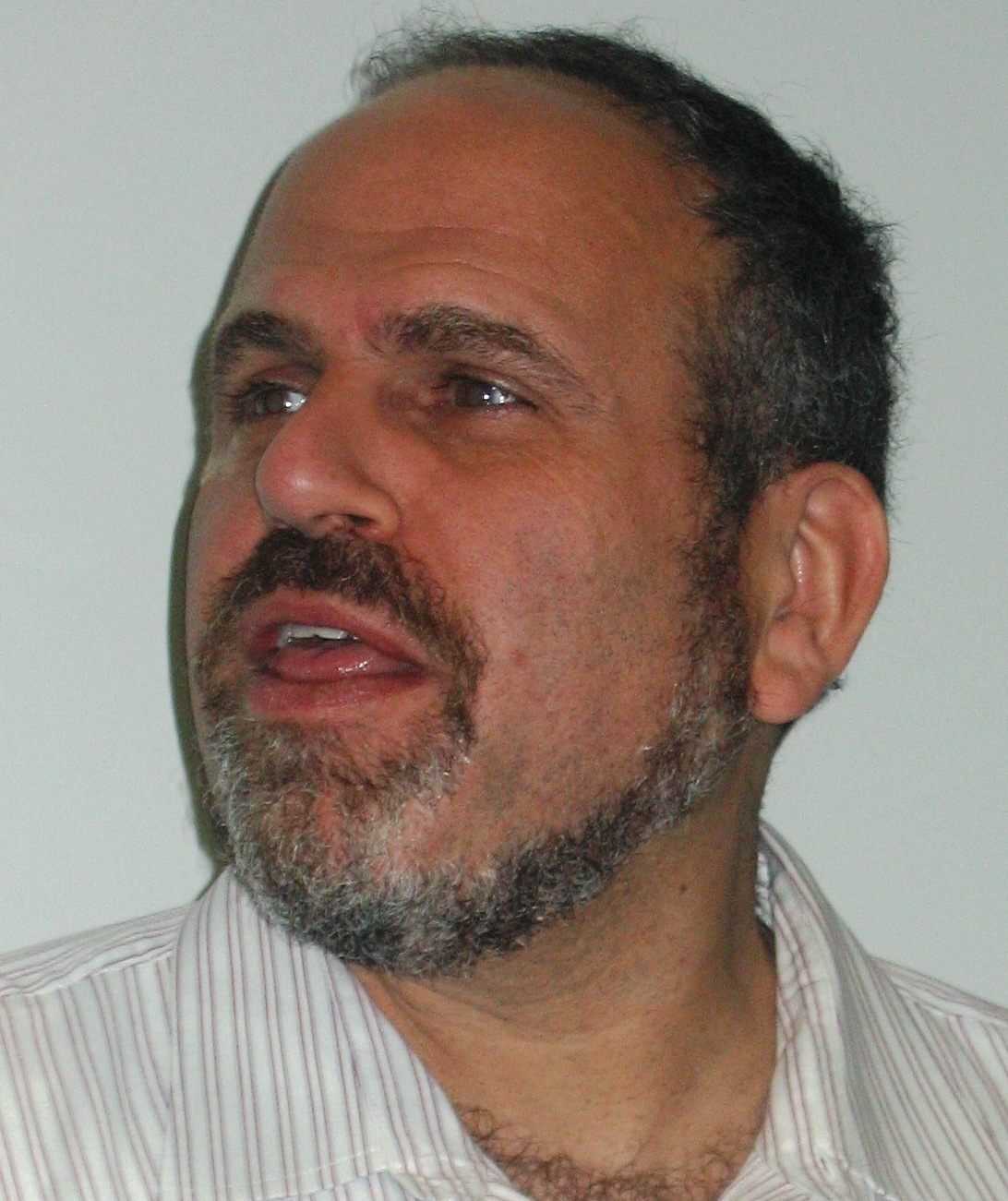
Matthew Rabin (2008).

Matthew Joel Rabin, född 27 december 1963, är en amerikansk nationalekonom.
Rabin studerade vid University of Wisconsin-Madison där han 1984 tog en bachelorexamen (B.A.) i nationalekonomi och matematik. 1989 tog han doktorsexamen (Ph.D.) i nationalekonomi vid Massachusetts Institute of Technology. Sedan 1989 har han varit verksam vid University of California, Berkeley, från 1999 som fullvärdig professor.
Hans forskningsområde är framför allt beteendeekonomi.
Rabin är ledamot av American Academy of Arts and Sciences sedan 2002.